# برتا الیزابت استرینگر لی
برتا الیزابت استرینگر لی (۱۸۶۹-۱۹۳۷)  نقاشی آمریکایی بود که به خاطر نقاشی‌هایش از مناظر کالیفرنیایی و سبک امپرسیونیست کالیفرنیایی شهرت داشت.

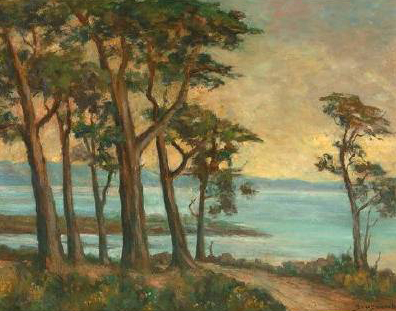
خلیج مونتری، پاسیفیک گروو اثر برتا الیزابت استرینگر لی

## زندگینامه
برتا الیزابت لی (ملقب به استرینگر) در ۶ دسامبر ۱۸۶۹ در سانفرانسیسکو به دنیا آمد. او از دانشگاه کالیفرنیا، برکلی فارغ‌التحصیل شد و سپس به تحصیل نقاشی با ژولین، ویلیام کیت، آرتور فرانک ماتیوس و ریموند یلند ادامه داد.  
برتا در سال ۱۸۹۴ با یوجین لی ازدواج کرد. ابا این که این زوج در سانفرانسیسکو زندگی می‌کردند ولی اکثر نقاشی‌های آنها از مناظر کالیفرنیا بود.
برتا در سال ۱۸۹۳ آثار خود را در ساختمان زن در نمایشگاه کلمبیای جهان شیکاگو، به نمایش گذاشت. او همچنین در نمایشگاه ایالتی کالیفرنیا، نمایشگاه آلاسکا-یوکان-اقیانوس آرام و مؤسسه مارک هاپکینز نمایشگاه‌هایی دایر کرد. در سال ۱۹۲۲ او همچنین یک نمایشگاه در گالری ریشلیو در سانفرانسیسکو داشت.
لی در ۱۹ مارس ۱۹۳۷ در پالو آلتو، کالیفرنیا درگذشت.